# Kobold (lény)
A koboldok a germán mitológiából származó lények. Lehetnek gonoszak, segítőkészek és tréfásak is, de valójában ártalmatlan házi szellemek.

## Kinézetük
Többnyire kis termettel, nagy füllel, hosszú orral ábrázolják őket. Általában ágyékkötőben jelennek meg.

## Szerepük
Lehetnek a főhős csatlósai, segítői, de akár hátráltathatják is őket. Varázserővel rendelkeznek. A Harry Potter-sorozatban házimanóként jelennek meg. Előszeretettel bosszantották a bányászokat is.

## Kapcsolódó cikk
- Manó